# Sigrid Skoetz
Sigrid Skoetz (* 1945 in Wernigerode; † 2022) war eine deutsche Schauspielerin, Regisseurin, Theaterleiterin und Synchronsprecherin.

## Leben
Sigrid Koetz wurde 1945 in Wernigerode geboren und absolvierte von 1964 bis 1967 die Staatliche Schauspielschule Berlin. Es folgten Engagements in Karl-Marx-Stadt und Halle (Saale). Ab der ersten Hälfte der 1980er Jahre lebte sie mit ihrem Ehemann, den Schauspieler Manfred Kranich in der Bundesrepublik Deutschland und brachte dort in München den gemeinsamen Sohn Hans Kranich zur Welt. Nach der Geburt ihres Sohnes spielte sie in der Schweiz am Stadttheater Bern, in Bochum und wurde anschließend Freischaffend. Um die Jahrtausendwende begann sie mit ihrem Ehemann und ihrem Sohn die Räumlichkeiten des Wiesbadener Walhallas zu einem Theater umzubauen. Dieses wurde 2001 unter ihrer Leitung eröffnet und hatte neben dem Theaterbetrieb noch viele andere kulturelle Möglichkeiten, so auch einen Kinobetrieb, zu bieten. Seit dem Jahr 2004 arbeitete sie mit ihrer 1978 geborenen Tochter Marie Zbikowska (geb. Kranich), einer Bildenden Künstlerin mit Ausbildung an der Staatliche Akademie der Bildenden Künste Stuttgart, am Theater zusammen. Das Theater Walhalla am Mauritiusplatz wurde 2007 von der Stadt Wiesbaden gekauft und bis Ende 2016 von Manfred Kranich und seiner Familie weiterbetrieben. Nach dem unfreiwilligen Auszug wurde das Theater Walhalla im Exil in der Wiesbadener Nerostraße eröffnet.
Für Filmaufnahmen und das Fernsehen stand sie mehrfach vor der Kamera und wohnte zuletzt mit ihrem Mann in Wiesbaden. Sie verstarb überraschend im Oktober 2022 im Alter von 77 Jahren und fand ihre letzte Ruhestätte auf dem Südfriedhof Wiesbaden.

## Filmografie
- 1985: Treffpunkt Leipzig
- 2000: Ich werde Dich auf Händen tragen
- 2002: Das Verlangen

## Theater

### Schauspielerin
- 1964: Miloslaw Stehlik: Der Weg ins Leben (Erzieherin Bregel) – Regie: Manfred Borges (Soldatentheater „Friedrich Wolf“ im Maxim-Gorki-Theater Berlin)
- 1967: Bill-Belozerkowski: Mond von links (Kaderleiterin) – Regie: Rudolf Penka (Schauspielschule Berlin im Berliner Arbeiter-Theater)
- 1967: Maxim Gorki: Feinde – Regie: Gerhard Meyer (Städtische Theater Karl-Marx-Stadt)
- 1968: Ödön von Horváth: Kasimir und Karoline (Karoline) – Regie: Wolfram Krempel (Städtische Theater Karl-Marx-Stadt)
- 1969: Rainer Kerndl: Die seltsame Reise des Alois Fingerlein (Tomaten-Karla) – Regie: Wolfram Krempel (Städtische Theater Karl-Marx-Stadt)
- 1972: Ulrich Plenzdorf: Die neuen Leiden des jungen W. – Regie: Horst Schönemann (Landestheater Halle/Saale)
- 1973: Bertolt Brecht nach Jakob Michael Reinhold Lenz: Der Hofmeister – Regie: Peter Kupke (Landestheater Halle/Saale)
- 1973: Armin Stolper: Klara und der Gänserich (Klara) – Regie: Ekkehard Kiesewetter (Landestheater Halle/Saale)
- 1975: Leon Kruczkowski: Der erste Tag in Freiheit (Inge) – Regie: Maciej Prus (Landestheater Halle/Saale)
- 1975: Boris Wassiljew: Im Morgengrauen ist es noch still (Rita) – Regie: Horst Ruprecht (Landestheater Halle/Saale)
- 1976: Mario Braun: Die Abenteuer der Johanna von Döbeln (Johanna) – Regie: Peter Handke (Landestheater Halle/Saale)
- 1977: Sophokles: Antigone (Antigone) – Regie: Peter Handke (Landestheater Halle/Saale)
- 1980: Alfred Matusche: An beiden Ufern (Margret) – Regie: Peter Sodann (Landestheater Halle/Saale)
- 1981: Martin Walser: Die Zimmerschlacht (Felix) – Regie: Klaus Helfricht (Landestheater Halle/Saale)
- 1981: Rainer Kerndl: Ein Plädoyer für die Suchenden (Statikerin) – Regie: Ulf Keyn (Landestheater Halle/Saale)
- 1983: Gert Heidenreich: Strafmündig – Regie: Urs Bircher/Martin Kreutzberg (Stadttheater Bern)
- 1984: Gert Heidenreich: Der Wetterpilot – Regie: Mark Zurmühle (Stadttheater Bern)

### Regisseurin
- 2004: Jan Fabre: Ich bin Blut (Walhalla-Theater, Wiesbaden)
- 2004: Klaus Kinski: Ich bin so wild nach deinem Erdbeermund (Walhalla-Studio, Wiesbaden)
- 2013: Sigrid Skoetz/Markus Liske nach Gotthold Ephraim Lessing: Jerusalem-Syndrom feat. Nathan (Walhalla-Theater, Wiesbaden)
- 2018: Heiner Müller: Die Hamletmaschine (Walhalla im Exil, Wiesbaden)
- 2019: Nach Dj Stalingrad: ‘‘EXODUS‘‘ (Walhalla im Exil, Wiesbaden)
- 2019: Nach William Shakespeare: Macbeth Performance (Walhalla im Exil, Wiesbaden)
- 2020: Nach Elias Canetti: The Death Game (nach Die Befristeten) (Walhalla im Exil, Wiesbaden)